# 8839 Novichkova
A 8839 Novichkova (ideiglenes jelöléssel 1989 UB8) a Naprendszer kisbolygóövében található aszteroida. Ljudmila Ivanovna Csernih fedezte fel 1989. október 24-én.